# Славно
Сла̀вно (на полски: Sławno; на кашубски: Słôwno; на немски: Schlawe) е град в Северна Полша, Западнопоморско войводство. Административен център е на Славненски окръг, както и селската Славненска община, без да е част от нея. Самият град е обособен в самостоятелна градска община с площ 15,83 км2.